# Ahmed Eesa
Ahmed Eesa (...) è un ex calciatore saudita, di ruolo difensore o centrocampista.